# Antonio de Jesús (trinitario)
Antonio de Jesús (Lisboa, siglo XVII - Coímbra, 15 de abril de 1682) fue un profesor de música, compositor, sacerdote católico y religioso trinitario portugués.

## Biografía
Antonio de Jesús nació en Lisboa, Portugal, a inicios del siglo XVII. Ingresó al convento de los trinitarios de su ciudad natal. Se formó en arte musical bajo la dirección del maestro Duarte Lobo. El 26 de noviembre de 1636 fue nombrado como maestro de música de la Universidad de Coímbra por el rey Felipe III de Portugal (IV de Castilla). Falleció en el convento de los trinitarios de Coímbra. Muchas de sus composiciones se conservan en la Biblioteca de Juan IV de Portugal, destacando entre los más notables un Dixit Dominus, a 12 voces; unos villancicos a Nuestra Señora y varias misas.